# The Interview
The Interview je americká akční politická komedie režisérů Setha Rogena a Evana Goldberga z roku 2014. Je to již druhý film tohoto režisérského dua. Tím prvním je Apokalypsa v Hollywoodu. Scénář Dana Sterlinga je podle námětu Rogena, Goldberga a Sterlinga samotného. V hlavních rolích hrají Rogen a James Franco žurnalisty, kteří mají rozkaz od CIA zabít vůdce Severní Koreje Kim Čong-una, po tom, co si s ním zamluvili rozhovor.
Před plánovaným uvedením filmu do amerických kin byly hackery napadeny servery mateřské společnosti producenta filmu Columbia Pictures, firmy Sony Pictures Entertainment a z útoku byla obviněna Severní Korea, která film kritizovala ještě před jeho dokončením. Útokem byly napadeny a vyřazeny z provozu tisíce počítačů v sítí Sony Picture Entertainment, ukradeno bylo mnoho citlivých údajů, z nichž řada byla potom na internetu zveřejněna. Severní Korea se útokům ale nepřiznala. Premiéra filmu v kinech byla po útocích odvolána, což vyvolalo vlnu kritiky z více stran americké společnosti, mezi kritiky patřil např. také Barack Obama. Nakonec bylo datum uvedení filmu 25. prosince 2014 dodrženo, ale místo do předpokládaných 2000 – 3000 kin byl film uveden do 331 vybraných kin. Kromě toho bylo už 24. prosince 2014 možné vidět film za poplatek na serverech YouTube, Google Play nebo Xbox Video

## Děj
Dave Skylark (James Franco) ve své talk show Skylark Tonight vede interview s celebritami o osobních tématech. Po tom, co Dave a jeho parta oslaví tisícátou epizodu jejich talk show, zjistí, že vůdce Severní Koreje Kim Čong-un je fanoušek Skylark Tonight, což podnítilo producenta show Aarona Rapoporta (Seth Rogen) k uspořádání interview s ním. Aaron putuje na venkov v Číně, kde dostává instrukce od Sook (Diana Bang), severokorejské úřednice.
Agentka CIA Lacey (Lizzy Caplan) navrhuje Daveovi a Aaronovi, aby zavraždili Kim Čong-Una potřesením si rukou s nalepenou transdermální náplastí s ricinem. Kimovou smrtí by měli usnadnit puč v Severní Koreji. Dave a Aaron s tím neochotně souhlasí. Po jejich příletu do Severní Koreje jeden z Kimových bodyguardů najde náplast v balíčku žvýkaček a sní ji, věře, že jde opravdu o žvýkačku. Lacey nechá shodit další dvě náplasti pomocí UAV a poradí Aaronovi, aby je propašoval do paláce rektálně.
Dave stráví den s Kimem, který ho přesvědčuje o tom, že byl světem špatně pochopen, načež se stávají přáteli. Při večeři bodyguard vystavený ricinu dostává záchvat a před svou smrtí neúmyslně zastřelí Kimova druhého bodyguarda. Další den ráno se Dave cítí provinile a zbaví se jedné ze dvou nových náplastí. Potom maří Aaronův pokus otrávit Kima poslední náplastí. Při další večeři objeví Dave Kimův opravdový charakter a dozví se pravdu o Severní Koreji. Po večeři zjistí, že obchody s potravinami, které na začátku jejich pobytu v Koreji viděl, jsou jenom Potěmkinovy vesnice, které mají v cizinci vzbudit pocit severokorejské prosperity.
Aaron a Sook si přiznají svou vzájemnou přitažlivost. Poté mu Sook odhaluje, že Kimem pohrdá a omlouvá se za svoji obhajobu propagandy režimu. Dave, Aaron a Sook vymyslí plán, jak zničit Kimův kult osobnosti, a tím ukázat Severokorejcům, že Kim je člověk a ne bůh. Během celosvětového televizního vysílání interview s Kimem řeší Dave stále více citlivá témata a podrobuje zkoušce Kimovu potřebu otcova souhlasu. Daveovy otázky doženou Kima k pláči. To ničí Kimovu reputaci před celým světem včetně Severokorejců. Sook a Aaron se mezitím chopí kontroly nad vysílacím centrem a nechají běžet interview navzdory Kimovým reakcím. Jako odvetu Kim zastřelí Davea, který ale přežívá díky neprůstřelné vestě.
Dave, Aaron a Sook prchají v tanku ze sídla a Kim je pronásleduje v helikoptéře. Rozzuřen katastrofálním interview a tím, že ho celý svět viděl plakat, Kim přikazuje připravit nukleární střely k odpálení jako pomstu zbytku světa. Ale dříve než Kim stihne vydat tento příkaz, Dave vypálí z tanku na helikoptéru a zabíjí Kima, čímž ruší příkaz k vypuštění střel.
Sook navede Davea a Aarona na únikovou cestu, na konci které je zachrání členové SEAL Team Six přestrojení za severokorejské vojáky. Dave o této zkušenosti píše knihu a Severní Korea se za pomoci Sook stává demokratickým státem.

## Obsazení

### Hlavní role
- James Franco jako Dave Skylark
- Seth Rogen jako Aaron Rapoport
- Lizzy Caplan jako Agentka Lacey
- Randall Park jako Kim Čong-un
- Diana Bang jako Sook
- Timothy Simons jako Malcolm
- Andres Holm jako Jake
- Charles Rahi Chun jako Generál Jong

### Cameo
- Eminem
- Rob Lowe
- Bill Maher
- Seth Meyers
- Joseph Gordon-Levitt
- Ben Schwartz jako Eminemův publicista